# Xã Osage, Quận LaSalle, Illinois
Xã Osage (tiếng Anh: Osage Township) là một xã thuộc quận LaSalle, tiểu bang Illinois, Hoa Kỳ. Năm 2010, dân số của xã này là 279 người.